# Saint-Jean-du-Thenney
Saint-Jean-du-Thenney es una comuna francesa situada en el departamento de Eure, en la región de Normandía.

## Demografía
| 213 | 169 | 177 | 177 | 192 | 186 | 226 |
| Para los censos de 1962 a 1999 la población legal corresponde a la población sin duplicidades (Fuente: INSEE [Consultar]) |     |     |     |     |     |     |